# Shun (Saint Seiya)
Pour les articles homonymes, voir Shun.
 (août 2025).
 (août 2025).
Andromeda Shun (アンドロメダ星座 の瞬, Andoromeda no Shun) est le Chevalier de Bronze d’Andromède dans le manga Saint Seiya.
Jeune garçon très généreux (une fille pour la version de Netflix), Shun déteste la violence et tente toujours de raisonner son ennemi avant de se sentir obligé d’utiliser la force. Cependant, l’esprit de sacrifice qui l’anime le rend capable de donner sa vie pour sauver celle d’un autre et c'est pourquoi ses attaques sont basées davantage sur la défensive que l'offensive. Néanmoins, il peut se montrer très redoutable quand il veut faire justice.
Shun est réputé comme le plus fort au combat des chevaliers de bronze. Lors de son épreuve, enchaîné à un rocher, il doit accéder au 7e sens pour provoquer une tornade et échapper à la noyade. Il est donc le premier chevalier de bronze à connaître le 7e sens, qui permet d'égaler la force des chevaliers d'or. C'est également le chevalier qui possède le plus de techniques, la plupart du temps exécutées par sa chaîne, et plus rarement en manipulant l'élément air lorsqu'il utilise le 7e sens.

## Saint Seiya

### Sanctuaire
Le chevalier du Phénix, Ikki, est son frère aîné (deux ans de plus). Lors d’un tirage au sort destiné à désigner l’endroit où chaque garçon devrait suivre son entrainement durant six années, Shun tira le billet « île de la Reine Morte », considérée comme l’endroit le plus monstrueux d’où on ne revient pas, ou alors changé à jamais. Cependant, son frère Ikki réclama le droit de partir à sa place, considérant son frère trop jeune et faible pour survivre à cette épreuve. Finalement, Shun sera envoyé sur l’île d'Andromède, île considérée comme aussi dangereuse que l'île de la Mort…
Sur l’île d'Andromède, il est entraîné par le Chevalier d'Argent Daidalos (dans le manga) ou Albior de Cephée (dessin animé). Il rencontre également sur l’île June, Chevalier de Bronze du Caméléon qui tombera amoureuse de lui au fur et à mesure qu'elle prendra soin de lui. Dans le dessin animé, deux personnages, Reda et Spica, se battent également pour l’armure d'Andromède et considèrent Shun comme leur souffre-douleur.
Shun recevra l’armure d’Andromède, qui le reconnaîtra elle-même comme digne de la porter, après avoir brillamment passé l’ultime épreuve de l'île : le sacrifice d’Andromède. Ce sacrifice consiste à être enchainé par les propres chaînes de l’armure entre deux rochers, et de tenter de se libérer avant la montée de la marée. Réputée incassable, la chaîne oblige Shun à intensifier sa cosmo-énergie. C’est à ce moment-là que son maître apprend que la cosmo-énergie de Shun est innée parce qu’il n’a pas eu besoin de l’intensifier au maximum : en effet, Shun atteint le septième sens bien avant ses amis…
Shun retournera ensuite au Japon afin de participer au tournoi intergalactique organisé par la fondation Graad. Le vainqueur de ce tournoi remportera l’armure d’or du Sagittaire, jadis récupérée par Mitsumasa Kido en Grèce. Au cours de ce tournoi, Shun affronte Jabu, Chevalier de la Licorne. Shun maîtrise les assauts de son adversaire qui ne parvient pas à intimider le chevalier d'Andromède mais le combat est interrompu par une réaction imprévue de la chaîne d’Andromède : cette dernière se met à s’agiter, à écrire Axia sur le ring et à désigner l’armure d'or. C’est alors qu'Ikki, chevalier du Phoenix, apparaît : il dégage un cosmos rempli de haine et est désigné comme ennemi par la chaîne d’Andromède. Après avoir tenté de tuer Shun, Ikki, aidé par ses serviteurs, les chevaliers noirs, vole l’armure d’or du Sagittaire. À la suite de cet épisode, les Chevaliers de Bronze tentent de récupérer l'armure d'or du Sagittaire dont chaque pièce est gardée par un chevalier noir et c'est à partir de là que Shun affrontera son double. Bien que désavantagé au début du combat en essayant de sauver le chevalier Pégase, Shun arrivera à terrasser son adversaire à l'aide de sa chaîne nébulaire… Peu après, il réussira à redonner du souffle à l'âme et au cœur d'Ikki, en lui demandant pardon pour l’avoir laissé partir sur l’île de la Mort à sa place et en lui redonnant la possibilité de verser des larmes (pouvoir que le chevalier du Phénix avait perdu).
Lors des combats face aux Chevaliers d'Argent, Shun terrasse facilement Dante, chevalier de Cerbère. Il sera transformé en statue de pierre par le chevalier Argol de Persée mais sauvé par le sacrifice de Shiryu.
June apprendra à Shun que le Grand Pope qui se méfiait des chevaliers de l’île d’Andromède pour leurs affinités avec Shun, a envoyé Aphrodite (et Milo dans l'anime) la détruire, et que leur maître y a laissé la vie. Inquiète et doutant de la force de Shun, elle tentera en vain de l’empêcher de partir en Grèce. C’est à cette occasion que June fera comprendre ses sentiments à Shun et lui montrera son visage, jusque-là caché par un masque. Il affrontera également dans un combat rapide Reda et Spica qui tentent de venger la mort de leur maître… Finalement, le combat s'achève sans conséquences fâcheuses.
Dans le combat qui mène les Chevaliers au sanctuaire contre les Chevaliers d’Or et le Grand Pope, Shun se distingue en réussissant à résister à la ruse de Saga des Gémeaux, capable de faire bouger son armure vide à distance. Son combat le plus remarquable reste celui contre le Chevalier Aphrodite des Poissons, que Shun tient à tuer personnellement pour venger le massacre des chevaliers de l'île d'Andromède (l'anime contient une incohérence car c'est principalement Milo qui y commet le massacre de l'île). Contre ce chevalier, Shun prouve qu’il peut se battre sans ses chaînes et dévoile qu'il possède des attaques du niveau du 7e sens.

### Asgard / Poséidon
Dans le Royaume d’Asgard, Shun devient l’adversaire du puissant Mime de Benetasch, capable de lire dans son cœur. Ce dernier met à nu son caractère pacifiste et manipule son esprit pour qu’il renonce à sa loyauté envers la chevalerie, à cause des morts qu’il a causées. Sur le point d’être tué (Mime survivra à la tempête nébulaire), Shun sera sauvé par son frère Ikki. Vainqueur du chevalier Syd de Myzar, c’est avec son frère Ikki du Phénix que Shun affrontera Bud d’Arcar, frère jumeau de Syd.
Dans le Royaume de Poséidon, Shun parviendra à vaincre Io de Scylla dont il chercha, en vain, à préserver la vie (Io préféra mourir au nom de sa loyauté envers le dieu de la mer). Shun échouera cependant face à Kassa des Lyunmades, qui prendra l’apparence de son frère pour mieux le vaincre. Mais Ikki s’interposera et tuera Kassa. Shun s’opposera enfin à Sorrento de la Sirène, qu’il terrassera avec son apocalypse nébulaire.

### Hadès
Dans le chapitre d’Hadès, Shun apparaît comme le porteur de l’âme de Hadès en personne. On apprendra alors qu’il a été désigné par l’empereur des Ténèbres pour que son corps, d’une grande pureté d’âme, accueille l’esprit de Hadès. Pandore, une petite fille, était alors chargée d’enlever à Ikki Shun, encore bébé. N’y parvenant pas, elle lui met autour du cou un pendentif le liant à Hadès. Lorsque le chevalier d'Andromède fut possédé par le dieu des Enfers, l’âme de Shun implora Ikki de le tuer afin de mettre un terme aux agissements du dieu. Ikki n’y parvenant pas, ce sera Athéna qui, par son sang, fera renaître l’âme de Shun et qui parviendra à libérer son corps en forçant Hadès à le quitter. Il se débarrassera sans grande difficulté de trois chevaliers d'argent revenus du monde des morts grâce à Hadès, en échange de leur fidélité…

## Saint Seiya Omega
Dans Saint Seiya Omega, Shun est l'un des saints légendaires aux côtés de ses amis. À la suite d'un combat contre Mars, il reçoit la marque des ténèbres et se retrouve dans l'incapacité de bruler son cosmos et de revêtir l'armure d'Andromède. Devenu médecin, Shun aide les démunis en les soignant et en les soutenant dans la construction de leurs villages. Il sauve Koga de Pégase du chevalier de la Meute du Loup, Miguel, en brûlant son cosmos, même si cela le fait souffrir. C'est lui qui expliquera a Ryuhõ et Koga comment sont apparus les cristaux d'armures et le cosmos élémentaire. Quand Miguel a retrouvé leurs traces, il n'a pas hésité à intensifier son cosmos au maximum, jusqu'à en perdre l'usage de son bras, pour sévèrement blesser Miguel grâce à une chaîne nébulaire issue de son cosmos.
Porteur de l’armure d’Andromède, il utilise deux chaînes, l’une à pointe triangulaire pour l’attaque et l’autre ronde pour la défense. Bien qu’en bronze, ces chaînes sont très puissantes et renommées, capables de se reconstituer lorsque la cosmo-énergie de Shun augmente. Elles peuvent par ailleurs traverser des dimensions pour trouver l’ennemi. Ce sont des capteurs sensoriels redoutables capable de prévenir le détenteur de l'armure d'un éventuel danger.
Alors qu'il est clairement le deuxième personnage le plus important dans le manga, Shun est sous-exploité dans l’animé ce qui fait de lui un personnage incompris du public, notamment masculin. En effet, malgré son apparence et son caractère fragile, Shun possède une très grande force, équivalente à celle d’un Chevalier d'Or ; il ne la montre qu’en dernier ressort, détestant blesser et tuer ses adversaires. Il ne montrera d’ailleurs sa véritable force qu’à son maître, après avoir remporté l’armure d'Andromède ainsi que lors de son combat contre le Chevalier d'Or des Poissons, Aphrodite. C’est le premier des cinq protagonistes à contrôler son ultime cosmos. Shun est ainsi l'un des plus puissants chevaliers parmi les 88 existants [réf. nécessaire] ; en effet, il a atteint l’ultime cosmos avant de devenir Chevalier, l'épreuve du sacrifice pour devenir chevalier de Bronze d'Andromède nécessitant de s'éveiller au septième sens (sa force lui est innée et comme il ne la contrôle pas, il préfère se laisser battre). Par ailleurs, dans le chapitre d’Hadès, Shun apparaît comme le porteur de l’âme d'Hadès en personne : on peut donc estimer que son pouvoir est comparable à celui d'Athéna et de Poséidon. Shun n’est donc ni un lâche, ni un incapable tout juste bon à être sauvé par son frère. Il a sauvé plus de personnes que l'inverse, à commencer par Ikki, son frère, le chevalier du Phoenix, pour lui redonner son humanité ou lors de son affrontement contre la Vierge, puis le chevalier du Cygne quand ce dernier était gelé par le froid de Camus du Verseau, ou encore Aiolia, chevalier du Lion qui serait tombé dans le gouffre durant son combat contre Radamanthe sans l'intervention de Shun.
Il est d’ailleurs le seul à ne pas avoir besoin d’Athena pour le sauver ou le motiver. Il est également le seul à ne pas mourir en utilisant l’ultime cosmos, et sa fatigue est moindre par rapport à ses amis. Ses échecs viennent du manque de motivation à se battre (car il ne veut pas tuer) ou face à un adversaire plus malin. C’est aussi à cause de sa force incontrôlable qu’il ne se défend pas, enfant, face aux autres orphelins (qui le traitent de mauviette ou de pleurnichard). D’une grande humilité, il ne dévoile rien de sa force à ses amis, même lorsque Seiya s’interroge sur son compte et lui pose la question (avant l’affrontement avec Aphrodite).
Dans l’épisode 70 (Le dernier sourire de Shun) : Juste avant de mourir, Aphrodite le Chevaliers d'Or des Poissons est le deuxième chevalier du zodiaque (après le maître de Shun) à reconnaître que Shun possède un immense pouvoir et que celui-ci est bien plus puissant que ceux des Chevaliers d’Or.

## Saint Seiya: Next Dimension
Shun est l'un des personnages principaux de la suite officielle du manga original de Saint Seiya, à savoir Saint Seiya: Next Dimension. Dans Saint Seiya: Next Dimension (à suivre de Saint Seiya manga), Shun est explicitement désigné comme étant le prochain Chevalier d'Or de la Vierge par Shaka.

## Doublage
Dans la version japonaise, Shun est interprété par Ryo Horikawa, puis par Kazuya Yūta à partir des OAV Inferno en 2005 tandis que dans Omega, la voix de Shun est assurée par Hiroshi Kamiya (qui avait doublé Takeshi Kawai dans Ring ni Kakero, Orphée dans la partie Hadès et Albafica dans Lost Canvas). Shun enfant quant à lui était joué par Yumi Touma.
Dans la version française, Shun eut d'abord une voix féminine (celle de Laurence Crouzet). Puis à partir de l'épisode 6, c’est Serge Bourrier qui sera la voix principale du Chevalier d'Andromède dans la série originale (et les 4 premiers films qui en ont été tirés), il fut toutefois remplacé par Jacques Richard dans les épisodes 19, 20, 30 et 40. Dans le premier jeu vidéo sur Playstation 2 (le seul ayant été doublé en français), c’est Nessym Guetat. Frederik Haùgness a repris le rôle dans les 13 premiers épisodes du chapitre Hadès avant de laisser sa place à Taric Mehani pour le reste de cette partie ainsi que pour le cinquième film.
Pour Shun enfant, c’était Virginie Ledieu (épisodes 9 et 14), Laurence Crouzet (épisode 6 et 7), Serge Bourrier (épisode 58), Valérie Nosrée (chapitre Hadès) et Marie-Martine Bisson.
Pour le cas particulier du film Les Chevaliers du Zodiaque : La Légende du Sanctuaire, qui dispose de sa propre continuité, le rôle a été confié à Nobuhiko Okamoto en VO tandis que Olivier Premel a retrouvé le rôle en VF.

## Techniques
Il faut noter que Shun fait partie des rares chevaliers d'Athéna à utiliser des armes alors que les autres chevaliers utilisent leurs poings. Ses techniques incluent :
- La Chaine nébulaire (ネビュラチェーン, Nebyura Chēn?) : Attaque de base.
- La Défense tournoyante (ローリングディフェンス, Rōringu Difensu?) : Les chaines formes une spirale qui protège Shun contre les attaques adverses.
- La Vague du tonnerre (サンダーウェーブ, Sandā Uēbu?) : Seule véritable attaque offensive de la chaine.
- Le Courant nébulaire (ネビュラストリーム, Nebyura Sutorīmu?) :
- La Tempête nébulaire (ネビュラストーム, Nebyura Sutōmu?) : Attaque du septième sens, capable de tuer un chevalier d'or. Shun ne s'en sert que très rarement, par exemple pour venger la mort de son maître tué par Aphrodite.
- La Grande capture (グレートキャプチュアー, Gurēto Kyapuchuā?) :
- Le Filet de capture (キャスティングネット, Kyasutingu Netto?) :
- La Toile d'araignée (スパイダーネット, Supaidā Netto?) :
- Le Piège de spirale (スパイラルダクト, Supairaru Dakuto?) :
- Le Lancer du boomerang (ブーメランショット, Būmeran Shotto?) :
- Le Piège sauvage (ワイルドトラップ, Wairudo Torappu?) :
- L'Orage nébulaire (ネビュラサンダーストーム, Nebyura Sandāsutōmu?) : Attaque utilisée dans le troisième film. Shun déchaine un courant nébulaire, puis attaque directement.
- La réminiscence Déchaînée! : cette attaque permet à Shun de montrer des images du passé mais aussi de faire des dégâts (comme dans Saint Seiya Time Odyssey pour la 2éme h de Cronos la 2éme h est également la sœur d'aphrodite.)

Nebula Chain Pull It Up et Nebula Chain Roll Over ne sont pas à proprement parler des techniques de combat. Toutefois, dans l'anime, Shun les invoque pour escalader une falaise sur l'île maléfique.

## Armures
Au cours de la série, Shun est amené à porter d’autres armures que celle d'Andromède :
- Or : Vierge
- Divine : Andromède